# Dichelus albolineatus
Dichelus albolineatus är en skalbaggsart som beskrevs av Schein 1958. Dichelus albolineatus ingår i släktet Dichelus och familjen Melolonthidae. Inga underarter finns listade i Catalogue of Life.